# Olav Grue
Olav Grue (født 17. februar 1928 i Kolding, død 30. juni 2014) var en dansk erhvervsmand.

## Uddannelse og første ansættelser
Han var søn af fabrikant Ebbe Grue (død 1972) og hustru Sigrid født Jensen (død 1974) og blev 1946 student fra Kolding højere Almenskole og 1953 cand. polit. Grue blev samme år sekretær i Boligministeriet, var tjenstgørende i Atomenergikommissionens sekretariat 1957-59, blev kontorchef i Byggeriets Realkreditfond 1959, underdirektør 1963, var vicedirektør 1966-70 og tillige medansvarlig for administrationen af Landsbankernes Reallånefond fra 1959 og Danmarks Skibskreditfond fra 1961.

## Direktør for en række store selskaber
1970 kom Grue som direktør til A/S Burmeister & Wain og blev året efter direktør for A/S Burmeister & Wain's Motor- og Maskinfabrik af 1971, hvilket han var til 1975, hvor han blev administrerende direktør for B&O. I 1981 forlod Grue denne post og blev adm. direktør for Finansieringsinstituttet for Industri og Håndværk. I denne funktion blev Grue efterhånden kendt som dansk erhvervslivs "redningsmand". I 1982 var Grue således medvirkende til at redde Det Berlingske Officin fra konkurs ved et stort kapitalindskud på 160 mio. kr. fra især Mærsk Mc-Kinney Møller. De øvrige redningsmænd var Kristian Mogensen, Ole Scherfig, Tage Andersen og Olav Engell.
I 1992 forsøgte Olav Grue også - sammen med Holger Lavesen - at redde det skrantende Hafnia Holding A/S, som han blev adm. direktør for samme år. Han kunne dog ikke forhindre konkursen 1993. Aktionærerne stævnede efterfølgende blandt andre Olav Grue, men Højesteret frifandt ham for erstatningsansvar.
Grue blev 1993 adm. direktør for Højgaard Holding A/S.

## Tillidshverv
1972 blev Olav Grue medlem af Industrirådet. 1992 blev Grue formand for Egmont Fonden og han har været medlem af bestyrelsen for Den Berlingske Fond, for DFDS og for J. Lauritzen Holding A/S. Fra 1976 var han medlem af bestyrelsen for Søren T. Lyngsø A/S. Han var medlem af bestyrelsen for A/S Dansk Skibsfinansiering 1967-70 og for Edb-rådet 1968-70, medlem af bestyrelsen for Alpha-Diesel A/S og A/S Holeby Dieselmotor Fabrik 1971, af bestyrelsen for Superfos A/S og diverse datterselskaber 1973.
Han var censor ved Handelshøjskolen i København fra 1970, formand for Danske Studerendes Fællesråd 1950-51, næstformand for Danmarks Internationale Studenterkomité 1950-52, medlem af bestyrelsen 1965 og formand for Danske Økonomers Forening 1966-69.
4. juni 1982 blev han Ridder af Dannebrog.
Grue blev gift 1952 med Ruth Mogensen (født 28. december 1929 i Olsker), datter af gårdejer Julius Kofod Mogensen og hustru Gerda født Kristiansen.